# Пијана Гора
Пијана Гора (словен. Pijana Gora) је насељено место у општини Кршко, Посавска регија, Словенија.

## Историја
До територијалне реорганизације у Словенији била је у саставу старе општине Кршко.

## Становништво
У попису становништва из 2011. године, Пијана Гора је имала 13 становника.
| Број становника према пописима | Број становника према пописима | Број становника према пописима |
| ------------------------------ | ------------------------------ | ------------------------------ |
| 1991                           | 2002                           | 2011                           |
| 13                             | 8                              | 13                             |